# Propaganda (группа)
Propaganda — немецкая синти-поп группа, основанная в 1982 году.

## История
Propaganda была основана в 1982 году в Дюссельдорфе. В первоначальный групповой состав вошли Ральф Дорпер (участник немецкой группы Die Krupps), диджей Андреас Тейн и вокалистка Сюзанна Фрейтаг. В таком составе была сделана демозапись к будущему релизу. Чуть позднее к ним присоединились профессиональный композитор Майкл Мартенс и 19-летняя вокалистка Клаудия Брюкен. В 1983 группа переехала в Англию и подписала контракт с лейблом ZTT Records. Тогда же группа выпустила сингл «Dr. Mabuse», попавший в британский Top-30 в начале 1984, названный в честь несуществующего персонажа Фрица Ланга, . В мае 1985 второй сингл группы «Duel» смог побить успех своего предшественника, заняв 21 место в чартах. Первый альбом «A Secret Wish» вышел спустя месяц. Для этого альбома стало характерно весьма насыщенное, местами даже агрессивное, но мелодичное звучание. В его также создании принимали участие известные личности «волновой» эпохи: Дэвид Силвиан, Гленн Грегори, Стив Хау, Тревор Хорн (владелец лейбла).
После выпуска ремикс-альбома «Wishful Thinking», через год, группу покинул Ральф Дорпер. Вскоре после этого Propaganda распалась из-за судебных тяжб с ZTT Records, связанных с решением членов группы уйти на другой лейбл. Propaganda вновь воссоединилась в 1988 году в обновлённом составе: Мартенс, Форбс, МакГи и американская вокалистка Бетси Миллер. Квартет подписал контракт с лейблом Virgin Records, и выпустил альбом «1234» в году 1990. Сингл «Heaven Give Me Words», написанный в соавторстве с Говардом Джонсом, попал в британский Top-40 в 1990, а «Only One Word» расположился чуть ниже. Этот альбом за редким исключением практически ничем не напоминал их прежние работы: спокойная поп-музыка с танцевальным и чуть роковым уклоном.
В 1998 году Мартенс, Брюкен и Фрейтаг воссоединились, подписали соглашение о продажах с лейблом East West Records и начали работу над новым материалом. Несколько треков были завершены, клип к композиции «No Return» был выпущен режиссёром Keyser Soze в декабре того же года. В начале 2000 года на официальном веб-сайте группы были выпущены два минутных клипа, однако в конце концов альбома из них не сложилось.

В январе 2002 года Клаудия Брюкен заявила:
«Стоило попробовать объединиться, однако ничего не получилось»
В начале 2005 года Propaganda, без Клаудии Брюкен, приступила к выпуску нового материала на немецком независимом лейбле Amontillado Music. В июле 2010 года было выпущено 2-дисковое Deluxe-издание «A Secret Wish», содержащее различные треки, среди которых были неизданные ремиксы и ранее неслыханные демоверсии. В интервью в 2011 году Брюкен сообщила, что Мартенс больше не хочет работать с ней. 30 мая 2013 скончался от рака Андреас Тейн — один из участников группы.

## Дискография

### Студийные альбомы
| Дата выхода | Информация о альбоме                                                                | Наивысшие позиции в чартах | Наивысшие позиции в чартах | Наивысшие позиции в чартах | Наивысшие позиции в чартах | Наивысшие позиции в чартах |
| Дата выхода | Информация о альбоме                                                                | UK                         | NZ                         | SE                         | NL                         | ITA                        |
| ----------- | ----------------------------------------------------------------------------------- | -------------------------- | -------------------------- | -------------------------- | -------------------------- | -------------------------- |
| 1985        | A Secret Wish (1-й студийный альбом) - Релиз: June 1985 - Label: ZTT Records        | 16                         | 21                         | 25                         | 5                          | 16                         |
| 1985        | Wishful Thinking (Remix-альбом) - Релиз: November 1985 - Label: ZTT Records         | 82                         | -                          | -                          | 64                         | -                          |
| 1990        | 1234 (Студийный альбом) - Релиз: 1990 - Label: Virgin Records                       | 46                         | -                          | 21                         | 45                         | -                          |
| 2010        | A Secret Wish (Deluxe-издание) - Релиз: 2010 - Label: ZTT Records                   | 92                         | -                          | -                          | -                          | -                          |
| 2012        | Wishful Thinking (Remix-альбом) (Deluxe-издание) - Релиз: 2012 - Label: ZTT Records | -                          | -                          | -                          | -                          | -                          |

### Альбомы-компиляции
- Outside World (Июль 2002)
- Noise And Girls Come Out To Play (Сентябрь 2012)

### Синглы
| Дата релиза     | Песня                               | UK Singles Chart | DEU 100 | NLD 40 | FRA | CHE | ARG | ITA |
| --------------- | ----------------------------------- | ---------------- | ------- | ------ | --- | --- | --- | --- |
| 27 февраля 1984 | «Dr. Mabuse»                        | 27               | 7       |        |     | 14  |     |     |
| 7 апреля 1985   | «Duel»                              | 21               | 30      | 5      |     |     |     | 2   |
| 29 июля 1985    | «p:Machinery»                       | 50               | 26      | 12     | 10  | 29  |     | 5   |
| 25 ноября 1985  | «p:Machinery (Reactivated)»         | 83               | 16      |        | 24  |     |     |     |
| 1990            | «Heaven Give Me Words»              | 36               | 40      |        |     |     |     |     |
| 1990            | «Only One Word»                     | 71               |         |        |     |     |     |     |
| 1990            | «How Much Love»                     |                  |         |        |     |     |     |     |
| 1991            | «Wound in My Heart»                 |                  |         |        |     |     | 1   |     |
| июль 1995       | «p:Machinery (anniversary reissue)» |                  |         |        |     |     |     |     |
| 2006            | «Valley of the Machine Gods»        |                  |         |        |     |     |     |     |